# Osteocephalus yasuni
Osteocephalus yasuni är en groddjursart som beskrevs av Santiago Ron och Jennifer B. Pramuk 1999. Osteocephalus yasuni ingår i släktet Osteocephalus och familjen lövgrodor. IUCN kategoriserar arten globalt som livskraftig. Inga underarter finns listade i Catalogue of Life.